# ЛГБТ общност
Гей общността или ЛГБТ общността включва хомосексуалните мъже и жени, бисексуалните и трансполовите хора, като в самите субкултури има отделни идентифицируеми подобщности. Например при трансполовите хора това са подобщностите трансджендър и драг (драг куийн), при лесбийките това са подобщностите на дайк-лесбийките или още бъч-лесбийските (използвано и на български по аналогия с англ. dyke и butch), женствените лесбийки (англ. femme), бисексуалните жени и т.н. Под общност в случая се разбират самите субкултури, съдържащи различни идентифицируеми културни различия, а не в смисъла на „групи“, както се смята често в България.
|  | Тази страница частично или изцяло представлява превод на страницата LGBT community в Уикипедия на английски. Оригиналният текст, както и този превод, са защитени от Лиценза „Криейтив Комънс – Признание – Споделяне на споделеното“, а за съдържание, създадено преди юни 2009 година – от Лиценза за свободна документация на ГНУ. Прегледайте историята на редакциите на оригиналната страница, както и на преводната страница, за да видите списъка на съавторите. ВАЖНО: Този шаблон се отнася единствено до авторските права върху съдържанието на статията. Добавянето му не отменя изискването да се посочват конкретни източници на твърденията, които да бъдат благонадеждни. |